# 假防己
假防己（学名：Marsdenia tomentosa）是夹竹桃科牛奶菜属的植物。分布于日本、朝鲜、台湾岛等地，属中国原产的植物（非从国外引种）。有毒。